# نیشا راوال
نیشا راوال بازیگر و مدل تلویزیون هند است. راوال بیشتر به خاطر بازی در نقش سومیا دیوان در سریال تلویزیونی من لاکشمی حیاط تو هستم (Main Lakshmi Tere Aangan Ki) در زندگی خوب است شناخته شده‌است.

## حرفه
قبل از شروع بازیگری، راوال در تبلیغات اولین خورشیدها، کوکاکولا و سفید کننده فِم ظاهر می‌شد. او همچنین در ویدیوهای موسیقی ظاهر شد. او اولین بار در بالیوود با رافو چاکر و راستی هستی بازی کرد. او اولین بازی تلویزیونی خود را با آنه والا پال در دوردارشان انجام داد. او همچنین در تئاتر کار می‌کرد که در آنجا در دو نمایش متفاوت بازی کرد. بیچاره چند کی رات و ایچا. او همچنین با کاران مهرا در نمایش واقعیت رقص Nach Baliye 5 شرکت کرد. او به مناسبت پنجمین سالگرد ازدواج شوهرش، جلد خود را از «آه قلب دشوار است» منتشر کرد.

## زندگی شخصی
در ۲۴ نوامبر ۲۰۱۲ با کاران مهرا بازیگر تلویزیون ازدواج کرد. در سال ۲۰۱۷، نیشا پسری به دنیا آورد.